# Saison 2022 de la Première ligue de soccer du Québec
 (juin 2022).
Si vous disposez d'ouvrages ou d'articles de référence ou si vous connaissez des sites web de qualité traitant du thème abordé ici, merci de compléter l'article en donnant les références utiles à sa vérifiabilité et en les liant à la section « Notes et références ».
 (juin 2022).
Navigation
PLSQ 2021 L1QC 2023
La saison 2022 de la Première ligue de soccer du Québec est la 11e édition du championnat, créé en 2012. Le plus haut niveau du football au Québec (et le 3e niveau du football canadien), le championnat est organisé par Soccer Québec. 12 équipes s'opposent pendant le championnat. Lors de cette saison, le CS Mont-Royal Outremont défend son titre contre 11 équipes dont le CS Saint-Laurent et l'équipe réserve du CF Montréal (anciennement l'Impact de Montréal FC) qui ont nouvellement rejoint le championnat.
Une place qualificative pour le Championnat canadien de soccer est attribuée par le biais de la Première ligue. Le Championnat canadien permet d’accéder à la Ligue des champions de la CONCACAF.

## Participants
Un total de douze équipes participent au championnat, huit d'entre elles étant déjà présentes la saison précédente, auxquelles s'ajoutent  le CS Saint-Laurent et l'équipe réserve du CF Montréal (anciennement l'Impact de Montréal FC). Parmi ces clubs, l'AS Blainville est le seul club à avoir participé au championnat depuis la saison inaugurale en 2012.
| Club                     | Participe depuis | Classement 2021 | Ville                                   | Nombre de saisons en PLSQ |
| ------------------------ | ---------------- | --------------- | --------------------------------------- | ------------------------- |
| CS Mont-Royal Outremont  | 2013             | 1er             | Mont-Royal, Montréal                    | 8                         |
| AS Blainville            | 2012             | 2e              | Blainville, Laurentides                 | 10                        |
| Celtix du Haut-Richelieu | 2020             | 3e              | Saint-Jean-sur-Richelieu, Montérégie    | 2                         |
| FC Laval                 | 2018             | 4e              | Laval, Laval                            | 4                         |
| CS Saint-Hubert          | 2017             | 5e              | Saint-Hubert, Montérégie                | 5                         |
| CS Longueuil             | 2014             | 6e              | Longueuil, Montérégie                   | 8                         |
| AS Laval                 | 2019             | 7e              | Laval, Laval                            | 2                         |
| Royal-Sélect de Beauport | 2021             | 8e              | Beauport, Québec                        | 1                         |
| CS Lanaudière-Nord       | 2012             | -               | Lanaudière                              | 4                         |
| Ottawa South United      | 2020             | -               | Ottawa, Ontario                         | 1                         |
| CF Montréal rés.         | 2022             | -               | Mercier-Hochelaga-Maissoneuve, Montréal | 0                         |
| CS Saint-Laurent         | 2022             | -               | Saint-Laurent, Montréal                 | 0                         |

Légende des couleurs
- Ronde préliminaire du Championnat canadien de soccer 2022

## Compétition

### Règlement
Le classement est calculé avec le barème de points suivant: un match gagné vaut trois points, un match nul vaut un point et une défaite vaut aucun point.
Le départage du classement au cas où une égalité survienne  est déterminé selon six critères
1. le plus grand nombre de points obtenus ;
2. le plus grand nombre de points obtenues dans les matchs entre les équipes concernées ;
3. la différence de buts particulière dans les matchs entre les équipes concernées ;
4. le plus grand nombre de victoires ;
5. la meilleure différence de buts générale ;
6. le plus grand nombre de buts marqués ;

Si l'égalité persiste pour la première place, un match de barrage est organisé pour départager le gagnant. Pour les autres positions du classement, les clubs concernées seront considérés égaux.
Pour la saison 2022, les quatre premières équipes du championnat participent à la Coupe PLSQ à la fin de la saison
Cette année, c'est le club de l'AS Blainville qui a remporté la Coupe PLSQ, grâce à une victoire de 3-1 contre le FC Laval.
Le club qui remporte la Première ligue est sacré champion du Québec.

### Classement
| Rang | Équipe                    | Pts | J  | G  | N | P  | Bp | Bc | Diff |
| ---- | ------------------------- | --- | -- | -- | - | -- | -- | -- | ---- |
| 1    | FC Laval                  | 53  | 22 | 16 | 5 | 1  | 52 | 13 | +39  |
| 2    | CS Saint-Laurent          | 49  | 22 | 16 | 1 | 5  | 58 | 26 | +32  |
| 3    | AS Blainville C           | 44  | 22 | 14 | 2 | 6  | 51 | 23 | +28  |
| 4    | CS Mont-Royal Outremont T | 41  | 22 | 12 | 5 | 5  | 36 | 19 | +17  |
| 5    | CS Longueuil              | 38  | 22 | 12 | 2 | 8  | 31 | 37 | -6   |
| 6    | CF Montréal rés.          | 38  | 22 | 12 | 2 | 8  | 47 | 32 | +15  |
| 7    | CS Saint-Hubert           | 28  | 22 | 8  | 4 | 10 | 28 | 30 | -2   |
| 8    | Royal-Sélect de Beauport  | 26  | 22 | 7  | 5 | 10 | 32 | 27 | +5   |
| 9    | AS Laval                  | 25  | 22 | 7  | 4 | 11 | 25 | 33 | -8   |
| 10   | Celtix du Haut-Richelieu  | 16  | 22 | 3  | 7 | 12 | 25 | 47 | -22  |
| 11   | CS Lanaudière-Nord        | 12  | 22 | 3  | 3 | 16 | 19 | 61 | -42  |
| 12   | Ottawa South United       | 5   | 22 | 1  | 2 | 19 | 23 | 79 | -56  |

Qualifications
Championnat canadien de soccer
- 1er : ronde préliminaire du Championnat canadien de soccer 2023 et demi-finales de la Coupe PLSQ 2022

Coupe PLSQ
- 2e, 3e et 4e : demi-finales de la Coupe PLSQ 2022

Abréviations
- T : Tenant du titre
- C : Vainqueur de la Coupe PLSQ 2022

### Résultats
| Résultats (▼dom., ►ext.)                                   | RSB | ASB | CHR | LAN | ASL | FCL | CSL | CFM | MRO | OSU | STH | STL |
| Beauport                                                   |     | 0-1 | 3-0 | 0-0 | 1-1 | 1-2 | 5-0 | 4-1 | 1-4 | 2-0 | 2-1 | 2-3 |
| Blainville                                                 | 1-1 |     | 3-1 | 5-0 | 3-1 | 1-2 | 3-1 | 2-0 | 1-2 | 3-1 | 1-3 | 4-1 |
| Celtix du Haut-Richelieu                                   | 1-1 | 0-1 |     | 3-3 | 2-0 | 0-3 | 3-3 | 1-2 | 0-2 | 2-4 | 1-0 | 3-4 |
| Lanaudière-Nord                                            | 1-0 | 1-9 | 3-1 |     | 0-3 | 1-4 | 1-4 | 0-2 | 1-2 | 3-2 | 1-2 | 0-4 |
| AS Laval                                                   | 1-0 | 0-1 | 1-1 | 2-1 |     | 1-5 | 2-1 | 0-1 | 0-2 | 4-2 | 0-0 | 0-1 |
| FC Laval                                                   | 2-1 | 0-0 | 1-1 | 4-0 | 3-1 |     | 3-0 | 4-1 | 0-0 | 3-0 | 2-0 | 2-0 |
| Longueuil                                                  | 0-0 | 2-1 | 1-0 | 2-1 | 2-1 | 0-2 |     | 2-1 | 3-1 | 2-1 | 2-1 | 1-4 |
| Montréal                                                   | 3-1 | 0-2 | 5-0 | 2-0 | 3-1 | 0-0 | 0-1 |     | 3-2 | 6-0 | 3-3 | 0-3 |
| Mont-Royal Outremont                                       | 1-0 | 0-2 | 1-1 | 4-0 | 1-1 | 2-2 | 1-2 | 1-2 |     | 2-0 | 0-0 | 1-0 |
| Ottawa                                                     | 0-3 | 3-5 | 1-1 | 2-2 | 1-2 | 1-5 | 1-2 | 0-8 | 0-3 |     | 0-3 | 1-8 |
| Saint-Hubert                                               | 3-2 | 2-1 | 1-2 | 2-0 | 0-2 | 0-2 | 2-0 | 0-2 | 0-1 | 4-3 |     | 0-2 |
| Saint-Laurent                                              | 1-2 | 2-1 | 4-1 | 2-0 | 2-1 | 2-1 | 3-0 | 5-2 | 0-3 | 6-0 | 1-1 |     |
| - Victoire à domicile - Match nul - Victoire à l'extérieur |     |     |     |     |     |     |     |     |     |     |     |     |

1. ↑  Le bureau de la PLSQ décide d'accorder une défaite par forfait aux deux équipes à la suite d'incidents ayant eu lieu dans les gradins durant la rencontre. Des spectateurs s'étaient affrontés en tribune avant que cela déborde sur le terrain. Le match était interrompu à la 73e minute. La défaite est établie sur le score de 0 à 0 (sans perte de différentiel pour les deux équipes). De plus, le match de demi-finale de Coupe PLSQ de Saint-Laurent est joué à huis clos[9]. Quelques jours plus tard, à la suite de l'appel de Mont-Royal Outremont, un comité de révision renverse la décision et donne une défaite par forfait à Saint-Laurent[10].

## Statistiques

### Domicile et extérieur
| Rang | Équipe                   | Pts | J  | G | N | P | Bp | Bc | Diff |
| ---- | ------------------------ | --- | -- | - | - | - | -- | -- | ---- |
| 1    | FC Laval                 | 27  | 11 | 8 | 3 | 0 | 24 | 4  | +20  |
| 2    | CS Saint-Laurent         | 25  | 11 | 8 | 1 | 2 | 28 | 12 | +16  |
| 3    | CS Longueuil             | 25  | 11 | 8 | 1 | 2 | 17 | 13 | +4   |
| 4    | AS Blainville            | 22  | 11 | 7 | 1 | 3 | 27 | 13 | +14  |
| 5    | CF Montréal rés.         | 20  | 11 | 6 | 2 | 3 | 25 | 13 | +12  |
| 6    | Royal-Sélect de Beauport | 17  | 11 | 5 | 2 | 4 | 21 | 13 | +8   |
| 7    | CS Mont-Royal Outremont  | 16  | 11 | 4 | 4 | 3 | 14 | 10 | +4   |
| 8    | CS Saint-Hubert          | 15  | 11 | 5 | 0 | 6 | 14 | 17 | -3   |
| 9    | AS Laval                 | 14  | 11 | 4 | 2 | 5 | 11 | 15 | -4   |
| 10   | CS Lanaudière-Nord       | 9   | 11 | 3 | 0 | 8 | 12 | 33 | -21  |
| 11   | Celtix du Haut-Richelieu | 9   | 11 | 2 | 3 | 6 | 16 | 23 | -7   |
| 12   | Ottawa South United      | 2   | 11 | 0 | 2 | 9 | 10 | 42 | -32  |

| Rang | Équipe                   | Pts | J  | G | N | P  | Bp | Bc | Diff |
| ---- | ------------------------ | --- | -- | - | - | -- | -- | -- | ---- |
| 1    | FC Laval                 | 26  | 11 | 8 | 2 | 1  | 28 | 9  | +19  |
| 2    | CS Mont-Royal Outremont  | 25  | 11 | 8 | 1 | 2  | 22 | 9  | +13  |
| 3    | CS Saint-Laurent         | 24  | 11 | 8 | 0 | 3  | 30 | 14 | +16  |
| 4    | AS Blainville            | 22  | 11 | 7 | 1 | 3  | 24 | 10 | +14  |
| 5    | CF Montréal rés.         | 18  | 11 | 6 | 0 | 5  | 22 | 19 | +3   |
| 6    | CS Saint-Hubert          | 13  | 11 | 3 | 4 | 4  | 14 | 13 | +1   |
| 7    | CS Longueuil             | 13  | 11 | 4 | 1 | 6  | 14 | 24 | -10  |
| 8    | AS Laval                 | 11  | 11 | 3 | 2 | 6  | 14 | 18 | -4   |
| 9    | Royal-Sélect de Beauport | 9   | 11 | 2 | 3 | 6  | 11 | 14 | -3   |
| 10   | Celtix du Haut-Richelieu | 7   | 11 | 1 | 4 | 6  | 9  | 24 | -15  |
| 11   | CS Lanaudière-Nord       | 3   | 11 | 0 | 3 | 8  | 7  | 28 | -21  |
| 12   | Ottawa South United      | 3   | 11 | 1 | 0 | 10 | 13 | 37 | -24  |

### Évolution du classement
Ce tableau présente l'évolution du classement au fil des vingt-deux journées de compétition.
| Journée →            | 1  | 2  | 3  | 4  | 5  | 6  | 7  | 8  | 9  | 10 | 11 | 12 | 13 | 14 | 15 | 16 | 17 | 18 | 19 | 20 | 21 | 22 | Lead |
| Équipe               |    |    |    |    |    |    |    |    |    |    |    |    |    |    |    |    |    |    |    |    |    |    |      |
| -------------------- | -- | -- | -- | -- | -- | -- | -- | -- | -- | -- | -- | -- | -- | -- | -- | -- | -- | -- | -- | -- | -- | -- | ---- |
| Beauport             | 6  | 8  | 10 | 7  | 8  | 9  | 7  | 8  | 9  | 9  | 8  | 8  | 8  | 8  | 8  | 8  | 8  | 7  | 7  | 7  | 7  | 8  |      |
| Blainville           | 2  | 1  | 1  | 2  | 3  | 3  | 3  | 5  | 4  | 5  | 6  | 5  | 4  | 4  | 4  | 3  | 3  | 3  | 3  | 3  | 3  | 3  | 2    |
| Haut-Richelieu       | 4  | 3  | 6  | 8  | 10 | 10 | 8  | 10 | 10 | 10 | 10 | 10 | 10 | 10 | 10 | 10 | 10 | 10 | 10 | 10 | 10 | 10 |      |
| Lanaudière-Nord      | 10 | 11 | 11 | 11 | 11 | 12 | 12 | 11 | 11 | 11 | 11 | 11 | 11 | 11 | 11 | 11 | 11 | 11 | 11 | 11 | 11 | 11 |      |
| AS Laval             | 11 | 10 | 8  | 9  | 7  | 4  | 5  | 6  | 6  | 8  | 9  | 9  | 9  | 9  | 9  | 9  | 9  | 8  | 8  | 8  | 8  | 9  |      |
| FC Laval             | 4  | 5  | 4  | 3  | 2  | 2  | 2  | 2  | 2  | 2  | 1  | 2  | 1  | 1  | 1  | 1  | 1  | 1  | 1  | 1  | 1  | 1  | 11   |
| Longueuil            | 6  | 4  | 3  | 6  | 4  | 5  | 4  | 3  | 3  | 3  | 4  | 3  | 3  | 3  | 3  | 4  | 4  | 4  | 4  | 5  | 5  | 5  |      |
| Montréal             | 8  | 6  | 5  | 5  | 5  | 7  | 9  | 9  | 7  | 6  | 7  | 6  | 5  | 5  | 5  | 5  | 5  | 5  | 6  | 6  | 6  | 6  |      |
| Mont-Royal Outremont | 8  | 9  | 9  | 10 | 9  | 6  | 6  | 4  | 5  | 4  | 3  | 4  | 6  | 6  | 6  | 6  | 6  | 6  | 5  | 4  | 4  | 4  |      |
| Ottawa               | 12 | 12 | 12 | 12 | 12 | 11 | 11 | 12 | 12 | 12 | 12 | 12 | 12 | 12 | 12 | 12 | 12 | 12 | 12 | 12 | 12 | 12 |      |
| Saint-Hubert         | 3  | 7  | 7  | 4  | 6  | 8  | 10 | 7  | 8  | 7  | 5  | 7  | 7  | 7  | 7  | 7  | 7  | 9  | 9  | 9  | 9  | 7  |      |
| Saint-Laurent        | 1  | 2  | 2  | 1  | 1  | 1  | 1  | 1  | 1  | 1  | 2  | 1  | 2  | 2  | 2  | 2  | 2  | 2  | 2  | 2  | 2  | 2  | 9    |

En gras et italique, les équipes comptant un match en retard (exemple : 6 pour Laval à l’issue de la 13e journée) ; en gras, italique et souligné, celles en comptant deux ou plus (exemple: 6 pour Laval à l’issue de la 14e journée).
1. ↑  Montréal-Mont-Royal-Outremont, rencontre comptant pour la 1re journée, est reportée en raison de la participation du CS Mont-Royal Outremont au Championnat canadien de soccer 2022. Le match est finalement joué entre la 15e journée et la 16e journée.
2. ↑  CS Mont-Royal-Outremont-Montréal, rencontre comptant pour la 14e journée, est devancée. Le match est joué entre la 10e journée et la 11e journée.
3. ↑  Laval-Ottawa, rencontre comptant pour la 15e journée, est annulée. Ottawa perd le match par forfait et la marque de 3-0 est inscrite pour la rencontre.
4. ↑  Lanaudière-Nord-Longueuil, rencontre comptant pour la 16e journée, est reportée. Le match est finalement joué entre la 20e journée et la 21e journée.
5. ↑  Saint-Laurent-Mont-Royal Outremont, rencontre comptant pour la 22e journée, est interrompu à la 73e minute en raison d'affrontements de supporters qui débordent sur le terrain. Le match est finalement annulé, Mont-Royal Outremont recevant une victoire par forfait.

#### Résultats par match
| Journée ╱ Équipe     | 1 | 2 | 3 | 4 | 5 | 6 | 7 | 8 | 9 | 10 | 11 | 12 | 13 | 14 | 15 | 16 | 17 | 18 | 19 | 20 | 21 | 22 |
| -------------------- | - | - | - | - | - | - | - | - | - | -- | -- | -- | -- | -- | -- | -- | -- | -- | -- | -- | -- | -- |
| Beauport             | N | D | D | V | N | D | V | D | N | V  | V  | N  | D  | V  | N  | D  | D  | V  | V  | D  | D  | D  |
| Blainville           | V | V | V | D | N | V | D | D | V | N  | D  | V  | V  | V  | V  | V  | V  | V  | V  | V  | D  | D  |
| Haut-Richelieu       | N | V | D | D | D | N | V | D | D | D  | N  | D  | N  | D  | N  | N  | D  | V  | N  | D  | D  | D  |
| Lanaudière-Nord      | D | D | D | D | D | D | D | V | N | D  | N  | D  | D  | D  | D  | D  | D  | D  | N  | V  | D  | V  |
| AS Laval             | D | D | V | N | V | V | V | D | D | D  | D  | N  | N  | D  | D  | V  | N  | V  | D  | D  | V  | D  |
| FC Laval             | N | V | N | V | V | V | V | N | V | N  | V  | N  | V  | V  | V  | V  | V  | D  | V  | V  | V  | V  |
| Longueuil            | N | V | V | D | V | D | V | V | D | V  | N  | V  | V  | D  | V  | V  | D  | V  | D  | D  | D  | V  |
| Montréal             | V | V | N | V | D | D | D | N | V | V  | D  | V  | V  | V  | V  | D  | D  | D  | D  | V  | V  | V  |
| Mont-Royal Outremont | D | D | N | N | V | V | V | V | N | V  | V  | N  | D  | D  | V  | N  | V  | D  | V  | V  | V  | V  |
| Ottawa               | D | D | D | D | D | N | D | D | D | D  | N  | D  | D  | D  | D  | D  | V  | D  | D  | D  | D  | D  |
| Saint-Hubert         | V | D | N | V | D | D | D | V | N | V  | V  | D  | N  | V  | D  | D  | N  | D  | D  | D  | V  | V  |
| Saint-Laurent        | V | V | V | V | V | V | D | V | V | D  | D  | V  | N  | V  | D  | V  | V  | V  | V  | V  | V  | D  |

### Buts marqués par journée
Ce graphique représente le nombre de buts marqués lors de chaque journée.

### Classement des buteurs
Les buteurs sont classés selon le nombre de buts par parties jouées
| #  | Buteur                     | Club                    | Buts |
| -- | -------------------------- | ----------------------- | ---- |
| 1  | Loic Adrien Kwemi          | CS Saint-Laurent        | 19   |
| 2  | Yann Régis Toualy          | CS Saint-Laurent        | 15   |
| 3  | Pierre-Rudolph Mayard      | AS Blainville           | 14   |
| 4  | Adama Makan Sissoko        | FC Laval                | 14   |
| 5  | Arthur Lionel Polla Phudje | Ottawa South United     | 9    |
| 6  | Riad Bey                   | FC Laval                | 8    |
| 7  | Joseph Greguy Saint-Simon  | CS Mont-Royal Outremont | 8    |
| 8  | Josué Desiré Youta         | FC Laval                | 7    |
| 9  | Babacar Thiaw Laye Diop    | CS Saint-Hubert         | 7    |
| 10 | Yves Wesley Wandje Djomze  | CS Saint-Laurent        | 7    |